# Stadiumi Bashkim Sulejmani
Stadiumi Bashkim Sulejmani – stadion sportowy w Kuçovë, w Albanii. Obiekt może pomieścić 5000 widzów. Swoje spotkania rozgrywają na nim piłkarze klubu Naftëtari Kuçovë.